# Officina 99

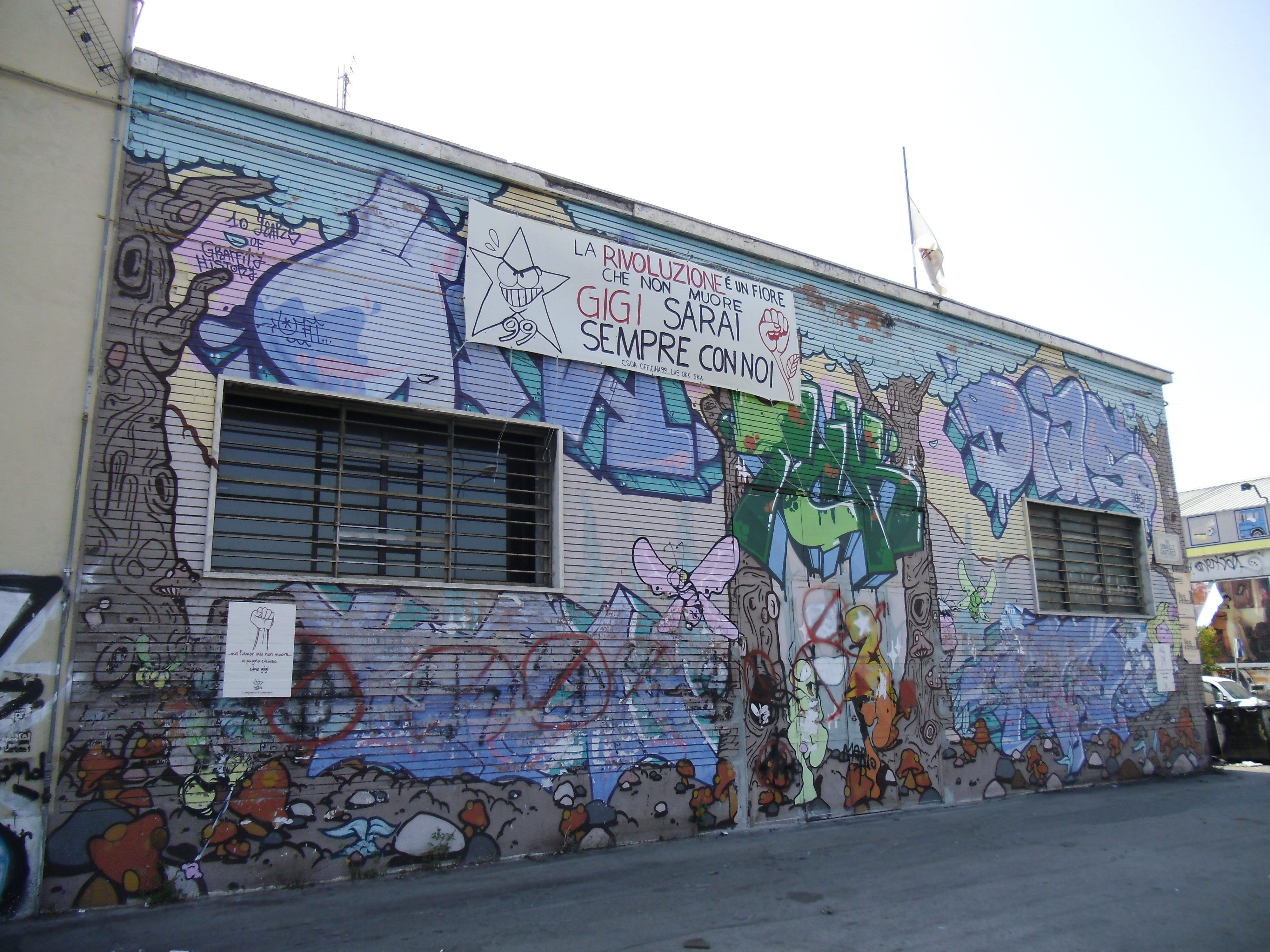
L'Officina 99

Officina 99 è un centro sociale occupato autogestito che ha sede in uno stabile abbandonato nel quartiere Poggioreale di Napoli, in zona Gianturco; l'edificio fu occupato il 1º maggio del 1991, sgomberato e poi rioccupato il 22 settembre dello stesso anno.

## Storia
Il 1º maggio 1991 un gruppo di studenti e militanti, da poco sgomberati dalla Sala d'armi dell'università in via Mezzocannone, occupa l'ex scuola "Stefano Falco" in via Emanuele Gianturco 99, nella periferia est di Napoli. L'occupazione dura poco in quanto gli occupanti stessi decidono di abbandonare l'edificio pericolante per spostarsi nell'adiacente ex officina per la rettifica dei motori, abbandonata dal 1977 e di proprietà privata, sita al civico 101. Tale sede diventa quella definitiva e prende il nome di Officina 99, dove il numero scelto ricorda la prima sede del centro sociale.
Officina 99 diventa quindi uno spazio nel quale vengono organizzati incontri, proiezioni cinematografiche, concerti. Partecipano a questi eventi intellettuali della scena napoletana allora noti, come i registi Mario Martone e Gabriele Salvatores e artisti come i Marlene Kuntz ed Enzo Avitabile. È sullo sfondo di questo fermento culturale che nascono all'interno del centro sociale, i 99 Posse, i quali membri Luca Persico e Giampiero Da Dalto erano fra i primi occupanti della struttura.
Officina 99 offriva spazi ad eventi che aggregavano persone del quartiere, allora in forte degrado, e giovani che cercavano un'offerta culturale alternativa sia alla destra che a una parte di ciò che offriva la sinistra italiana di allora. L'integrazione del centro sociale con il quartiere Gianturco, inizialmente nato dalla necessità di un'approvazione e un appoggio da parte della popolazione, vede nei primi anni 1990 la creazione ad Officina 99 di un doposcuola, di un consultorio per le donne, fra le varie iniziative messe in atto per lottare contro il degrado del quartiere e l'integrazione del centro nel substrato urbano. Con il turnover degli animatori della struttura, i cambiamenti sociali nel quartiere e l'incapacità di far uscire il discorso politico dall'isolamento delle autonomie, il rapporto con la popolazione locale si è affievolito negli anni.
Nel luglio 2005 l'immobile privato occupato è acquistato dall'Amministrazione comunale di Napoli. Il Comune annuncia allora di voler destinare lo stabile ad uso sociale, in linea con quanto già fatto negli anni dal Centro Sociale. Il C.S.O.A. sorge in questo modo,  con l’intento rinnovato da parte degli occupanti di riappropriarsi di spazi urbani altrimenti dismessi e lasciati al degrado, nello sforzo di una riqualificazione possibile attraverso la proposta di leggi per la difesa della salute e dell’ambiente, come quella contro l’incenerimento dei rifiuti, a favore di una raccolta differenziata attraverso il riciclo, con la conseguente creazione di nuovi posti di lavoro.